# Трајал
Trayal Corporation илити Трајал Корпорација је компанија за производњу гума, заштитних средстава и индустријских експлозива са седиштем у Крушевцу, Србија.
Трајал Корпорација је основана 1889. године у Крушевцу као „Барутана”.
Влада Србије је 2006. године продала 76,9% акција компаније бугарској фирми Brikel у власништву бизнисмена Христа Ковачког за 12,1 милиона евра, уз обавезу улагања 25,1 милион евра. У то време, Трајал Корпорација је имала 3.500 запослених у пет сектора. Међутим, током година већина производње је значајно смањена због лошег управљања.
Америчка компанија за производњу гума Cooper Tire & Rubber Company је 2011. године преузела погоне за аутомобилске гуме за 13 милиона евра. Новооснована компанија, која се издвојила из Трајал Корпорације, добила је назив „Cooper Tire & Rubber Company Serbia“ доо.
Влада Србије је 2013. године преузела преосталу имовину компаније, јер је нагомилала 130 милиона евра дуга и уговор са бугарском компанијом је раскинут. У 2017. години, Трајал Корпорација је развила даљински контролисан систем противградне заштите који се користи у пољопривреди.
Од 2018. године „Трајал Корпорација“ је највећи послодавац у граду Крушевцу, са извозом на инострано тржиште.